# Expedició a Dhu l-Kadr i a l'Eufrates (1400)
L'expedició a l'emirat de Dhu l-Kadr o Abulistan/Elbistan i a la zona del Eufrates (1400) fou una campanya militar de les forces de Tamerlà que havien conquerit Sivas i avançaven cap al sud.
Després de la conquesta de Sivas, Tamerlà, llest com era, no va avançar cap al interior, tenint a rereguarda els turcmans hostils i els mamelucs, tot i saber que el jalayírida Ahmad ibn Uways havia evacuat Bagdad aquell mes d'agost i havia anat a buscar el refugi otomà juntament amb el kara koyunlu Kara Yusuf. El seu projecte era ocupar els principals bastions de l'Eufrates (Malatya, Kiakhta i Behisni) que podia utilitzar en una guerra contra els mamelucs per la possessió de Síria.
Grups turcmans de l'emirat de Dhu l-Kadr havien robat cavalls a les forces timúrides durant el setge de Sivas i Timur va decidir revenjar-se. L'emir o hakim Tahartan d'Erzincan fou reenviat al seu domini per controlar les fronteres. Cap a Dhu l-Kadr va enviar al príncep Xah Rukh amb diversos amirs; només saber-se la seva arribada els turcmans van fugir a les muntanyes però foren perseguits i morts; alguns van tractar de lluitar sense cap èxit; el botí va consistir en cavalls, bous, cabres i mules.
Després es va enviar un correu a Malatya (Melitene) per intimar la ciutat a la rendició. El governador era el fill de Mustafà, el defensor de Sivas, que com a resposta va fer empresonar al correu, desfermant la ira de Timur que amb totes les seves forces va marxar cap a Malatya. Al saber-ho, Ibn Mustafa va abandonar la ciutat amb els seus fidels i quan va arribar Timur, Malatya li va obrir les portes (15 de setembre del 1400) i va comprar l'amnistia pels musulmans (els georgians i armenis, cristians, foren fets esclaus). Les altres ciutats otomanes de l'Eufrates fins a Kiakhta es van sotmetre a Jahan Xah que va assolar tota la zona.
En aquest territori es va constituir en un govern de frontera encomanat a Kara Osman, emir de Diyarbakr, que tenia l'encàrrec d'actuar de concert amb Tahartan (al que en teoria estava supeditat) per defensar la zona de protecció de l'Eufrates, zona que anava de Erzurum a Kiakhta. En tot aquest temps Bayazid I no va fer cap intent seriós d'aturar o enfrontar a Timur.